# Костёл Святого Андрея Боболи (Полоцк)
Костёл Св. Андрея Боболи — кирпичный католический храм в Полоцке Витебской области.

## История
В истории Полоцка было много католических святынь: церковь Пресвятой Богородицы, Святого Стефана, монастырь иезуитов, монастырь бернардинцев и другие. До 1970-х годов в Полоцке не сохранилось ни одного католического храма.
Приход Св. Андрея Боболи возродился 20 сентября 1997 года. Здание бывшего кинотеатра в районе Задвинье, перестроенное под церковь, передано верующим.

## Архитектура
Архитектор церкви В. Паируги. Здание многоэтажное, асимметричное в современном стиле, к нему пристроено здание воскресной школы. Главной частью экстерьера является пятиярусная колокольня, изящная, увенчанная скошенным шатром.
Художник Владимир Кондрусевич расписал фрески в новосотворенном храме. А скульптор Валериан Янушкевич сделал на входной двери барельефы «Мученики за веру». Сегодня Полоцкий храм св. Андрея Баболи — самобытный памятник культовой архитектуры конца XX века.

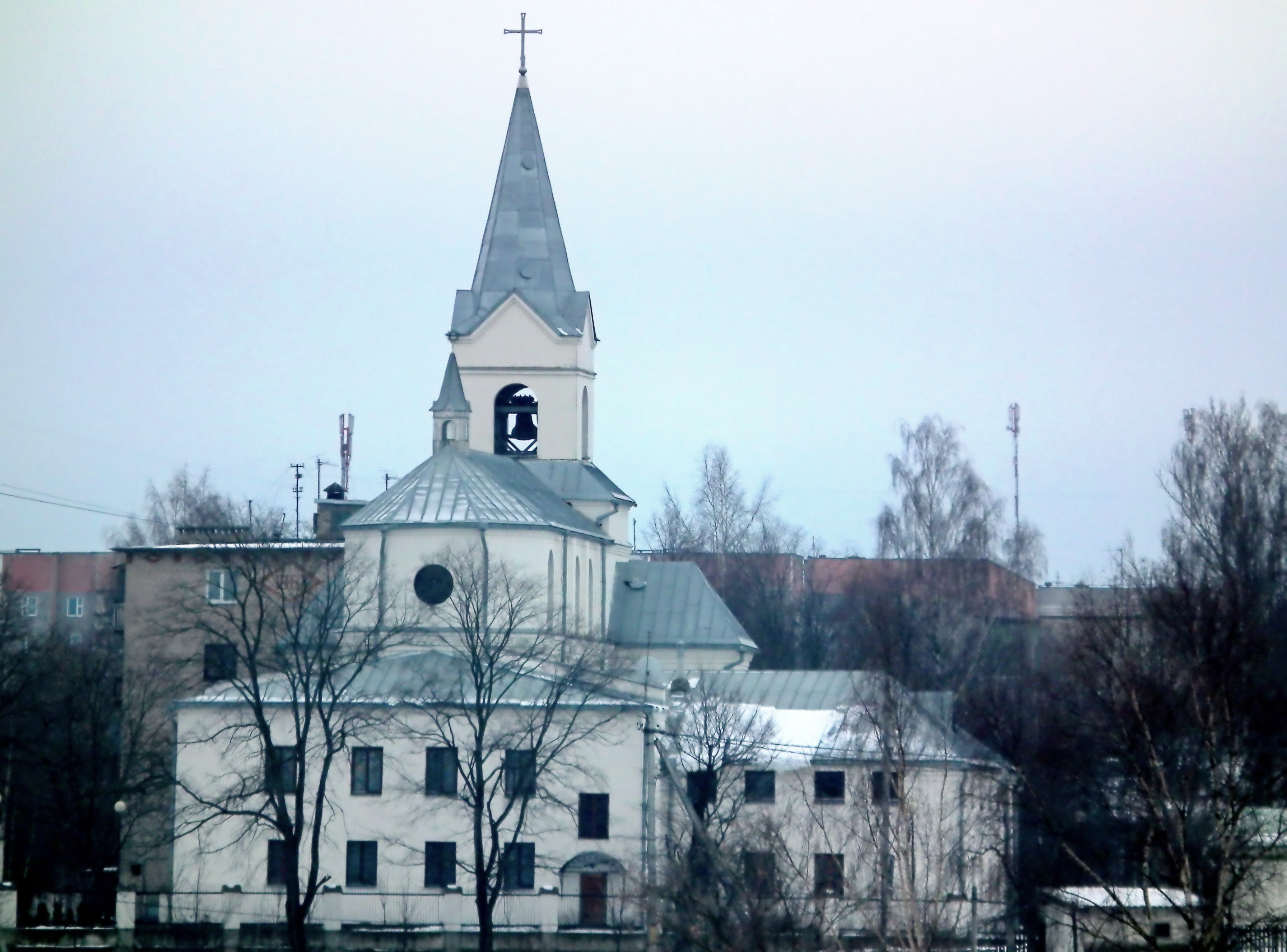
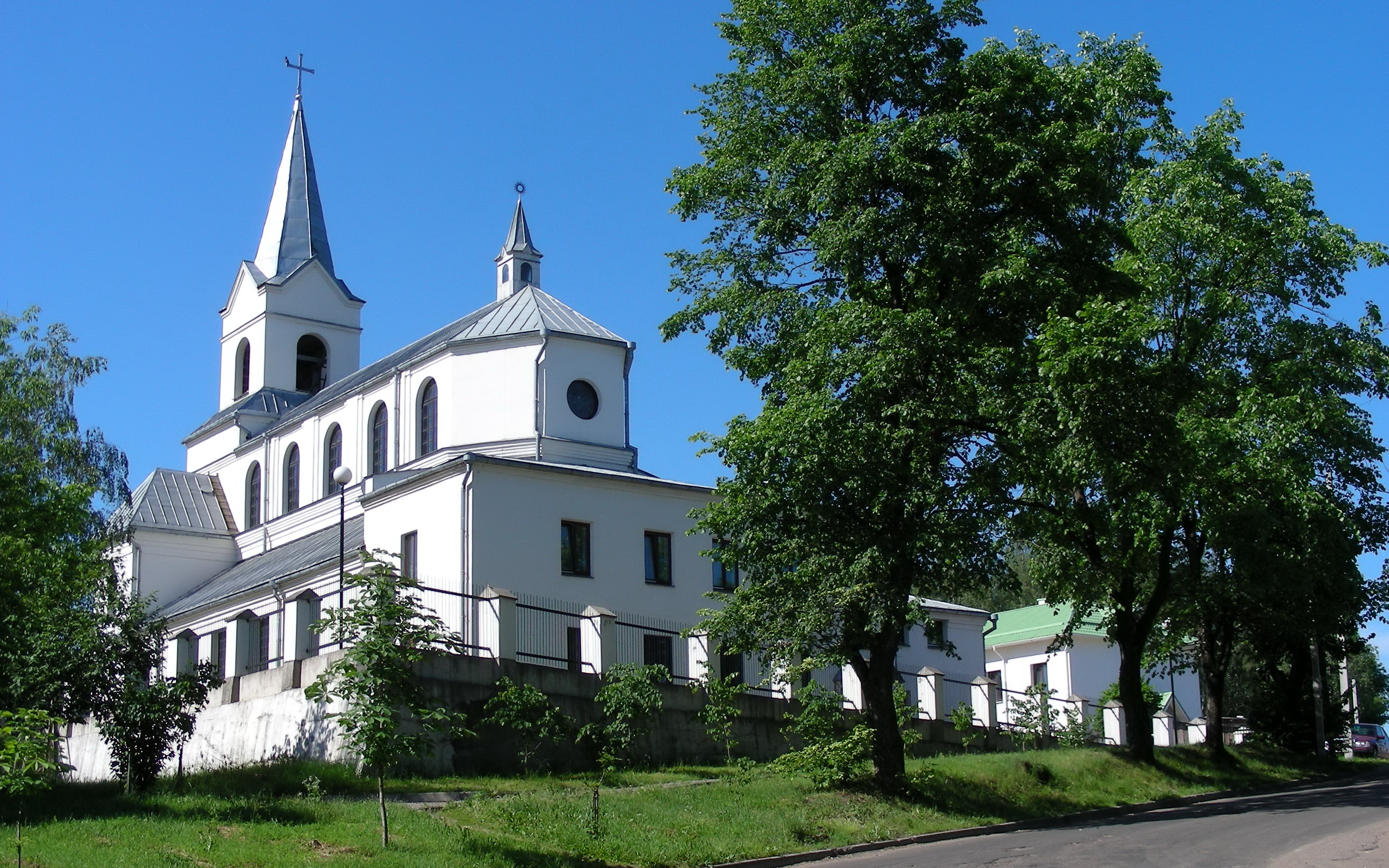
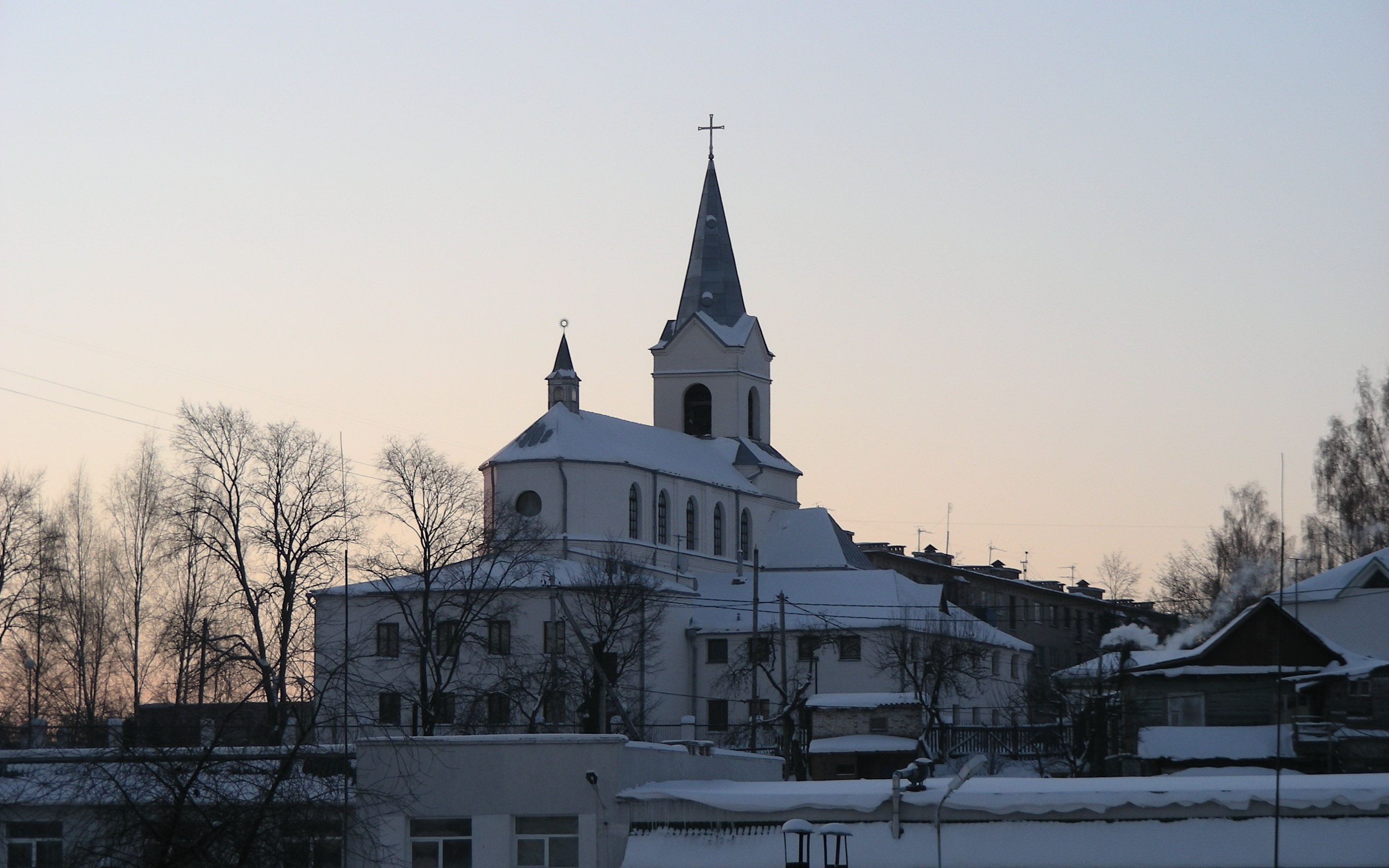
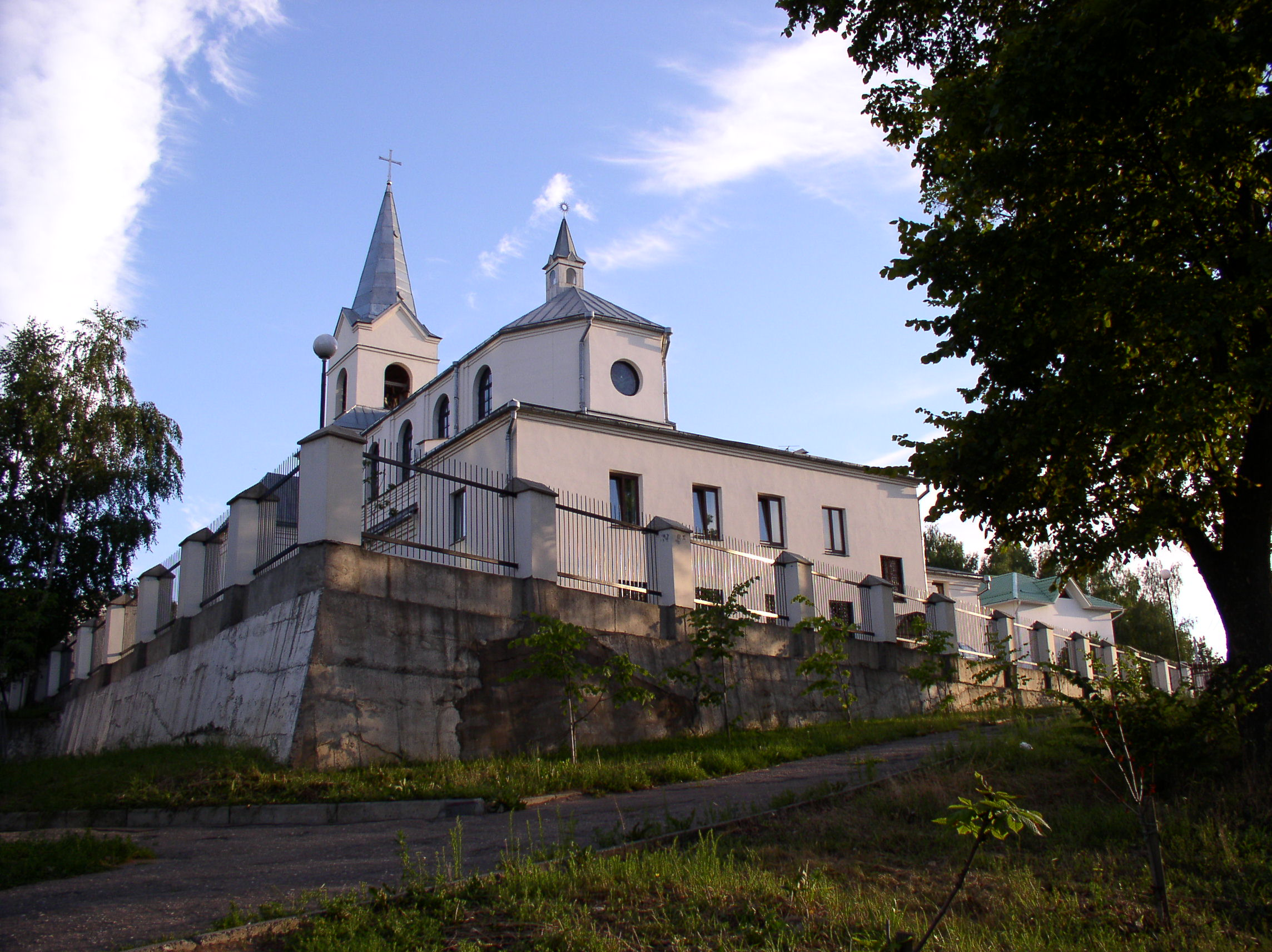
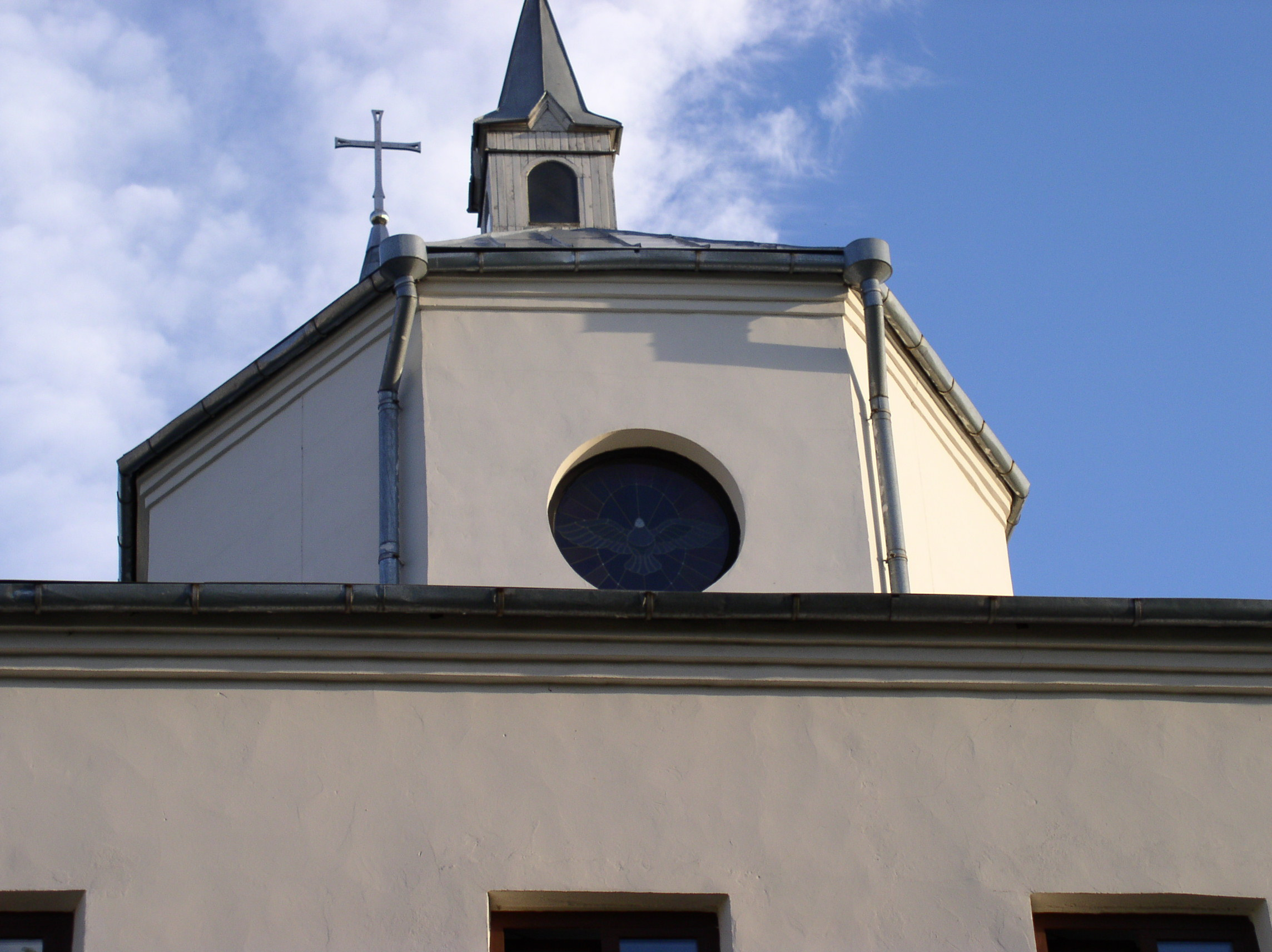
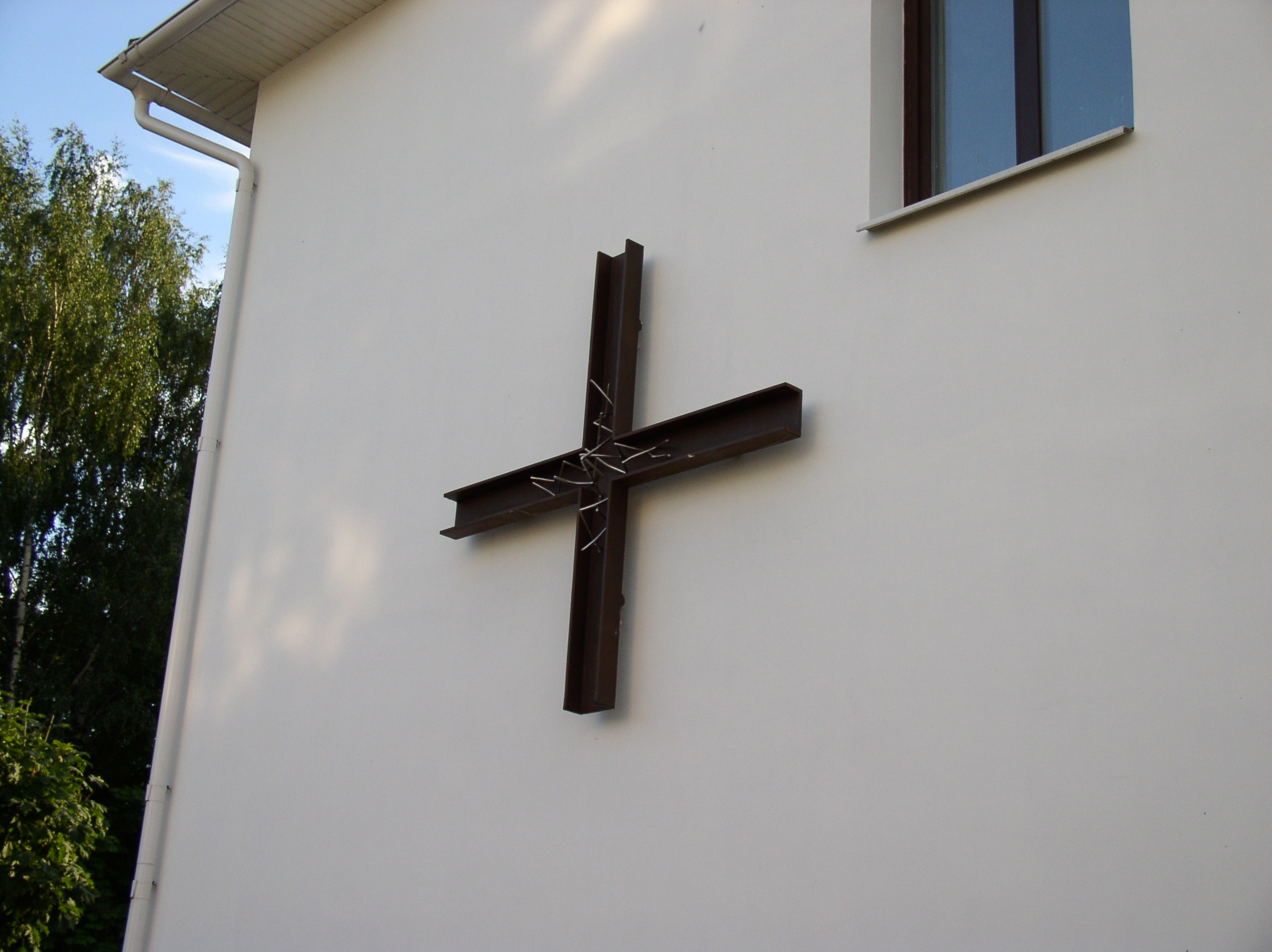
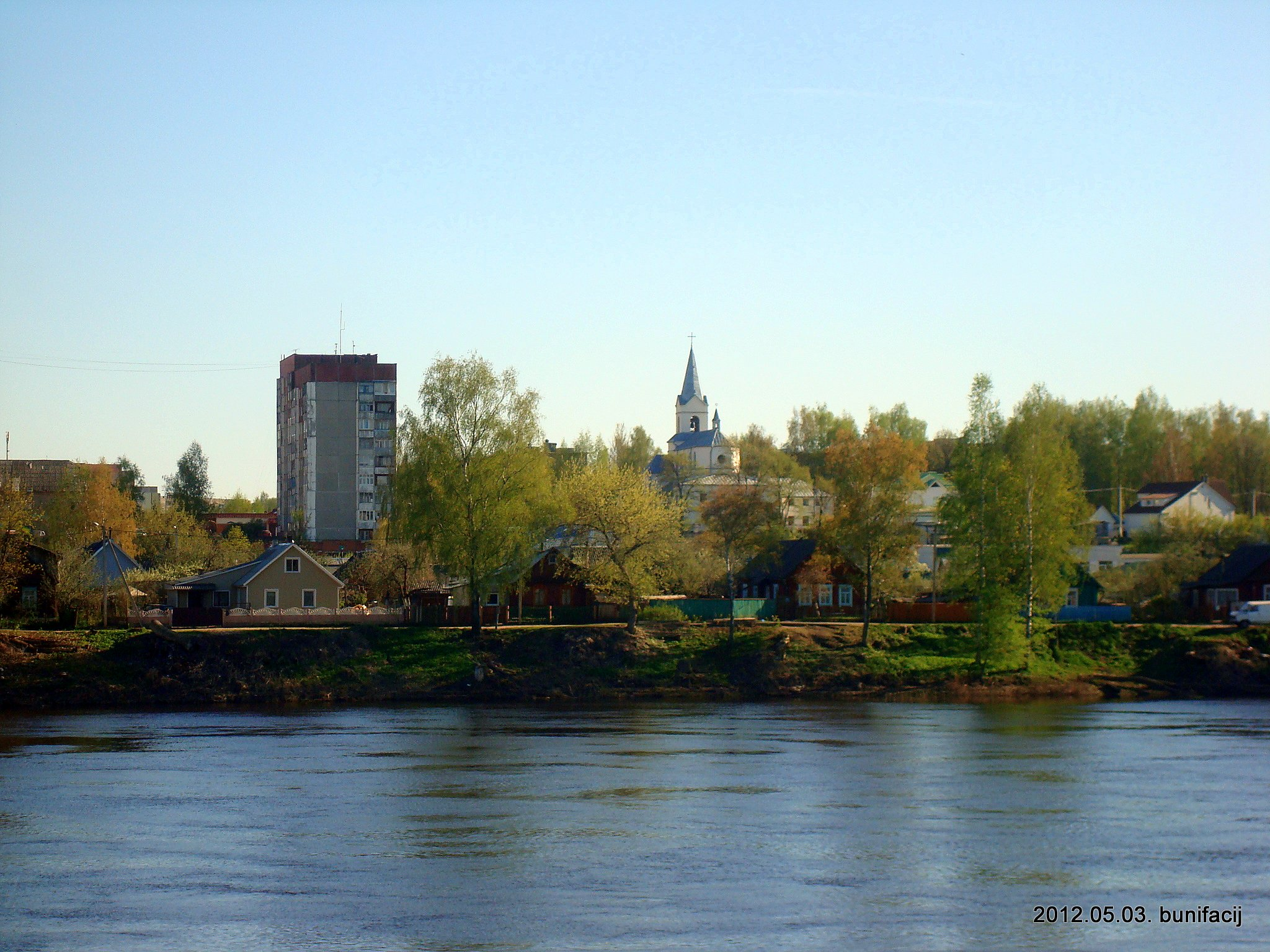